# 豊川稲荷
豊川稲荷（とよかわいなり）は、愛知県豊川市豊川町にある曹洞宗の寺院。

## 概要
正式の寺号は妙厳寺（みょうごんじ）。詳しくは「円福山 妙厳寺」（えんぷくざん みょうごんじ）または「豊川閣 妙厳寺」（とよかわかく みょうごんじ）と称する寺院である。境内に祀られる秘仏「豊川吒枳尼真天（だきにしんてん）」の稲穂を担いだ姿などから、一般には「豊川稲荷」の名で呼ばれるようになった。豊川稲荷は神社ではないものの、境内の参道には鳥居が立っている。日本三大稲荷の1つとされる。
明治以降の歴代住職は、一部例外を除き、山号の円福山に因み、福山姓を襲名することが習わしとなっている。
2021年まで曹洞宗の専門僧堂を有していたが、現在は閉単（廃止）した。
北海道・東京都・神奈川県・大阪府・福岡県に、別院（下記）を持つ。また、豊川高等学校を運営している。寺へは商売繁盛などを願う参拝客ら年間約500万人が訪れる。
当寺の門前町周辺には稲荷寿司の店が並んでいる。
妙厳寺としての寺紋は、丸に抱き沢瀉、豊川稲荷としての寺紋は抱き稲、その他、宝珠もよく用いられている。

## 本尊・鎮守

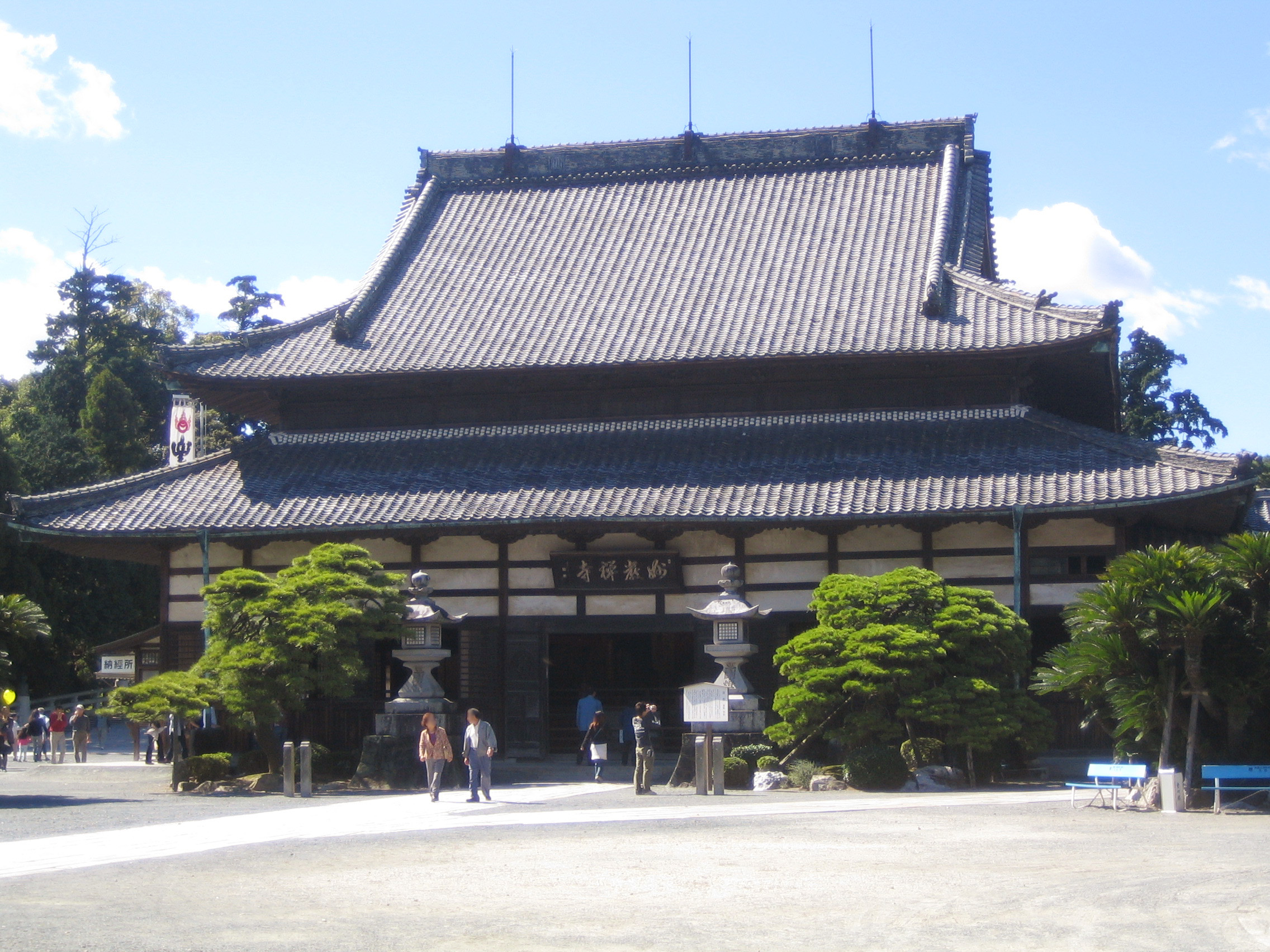
旧法堂（本尊の十一面千手観音を祀る）2016年解体

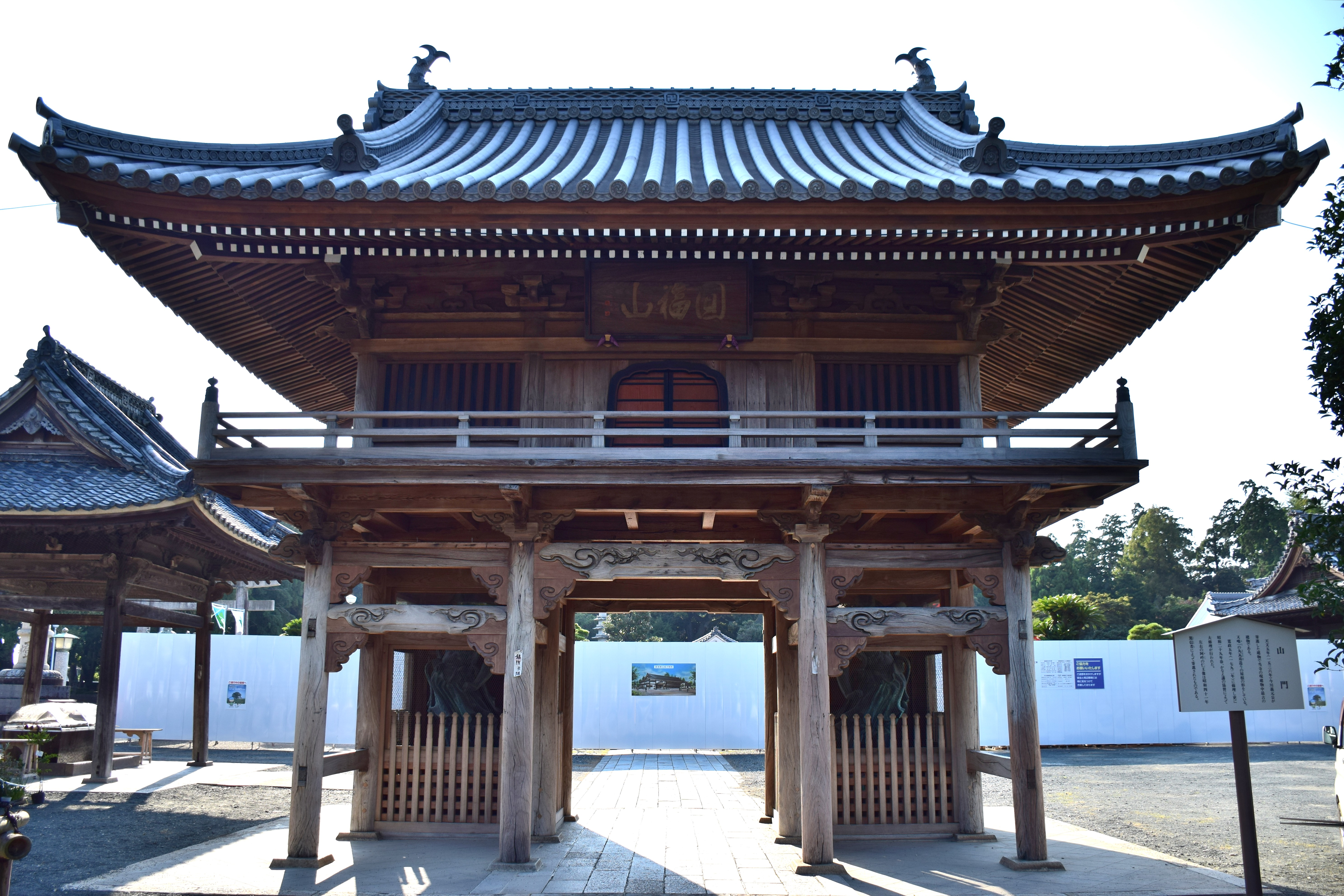
山門（当寺に現存する最古の建造物、
今川義元の寄進による）

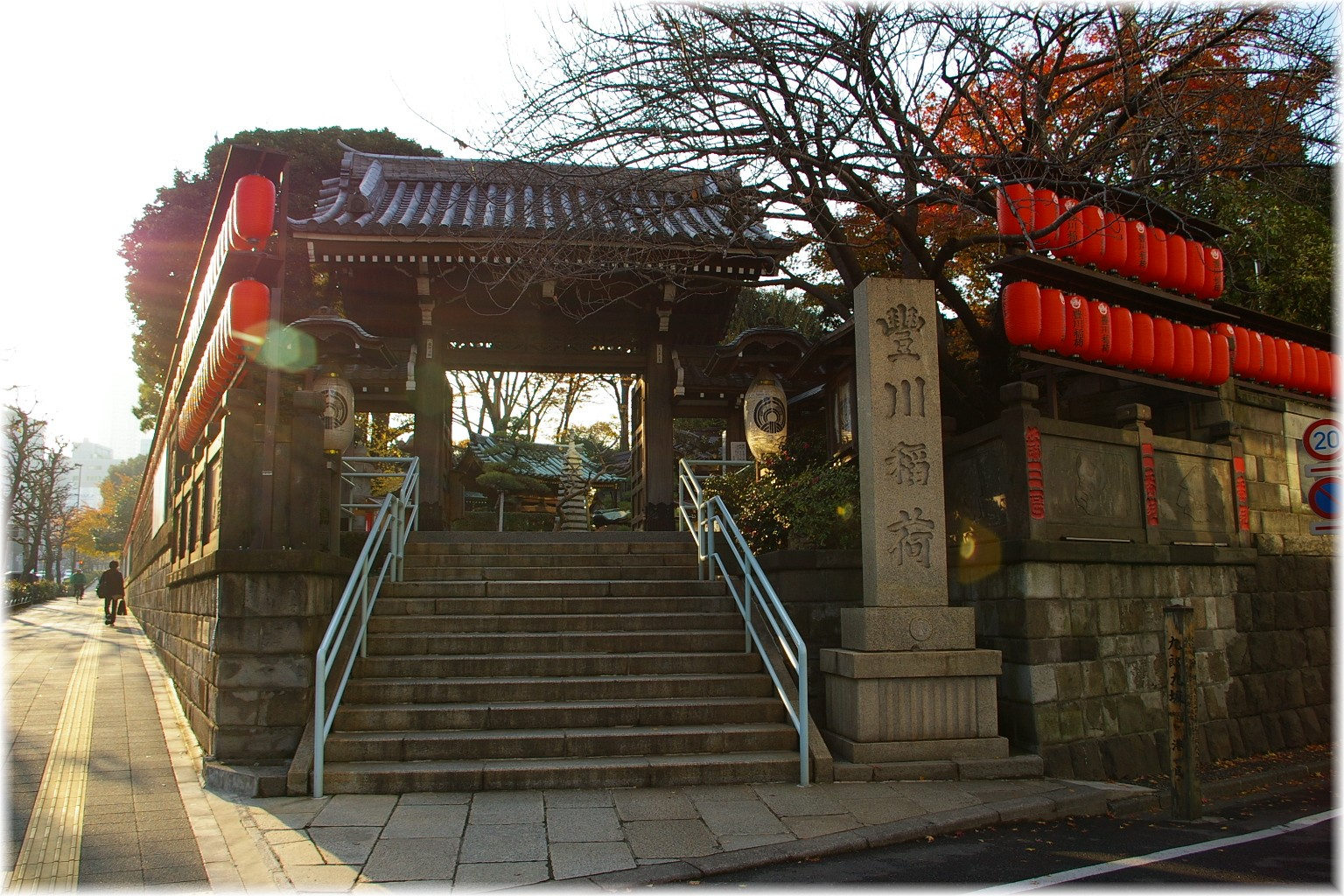
東京別院（江戸参詣所）の山門

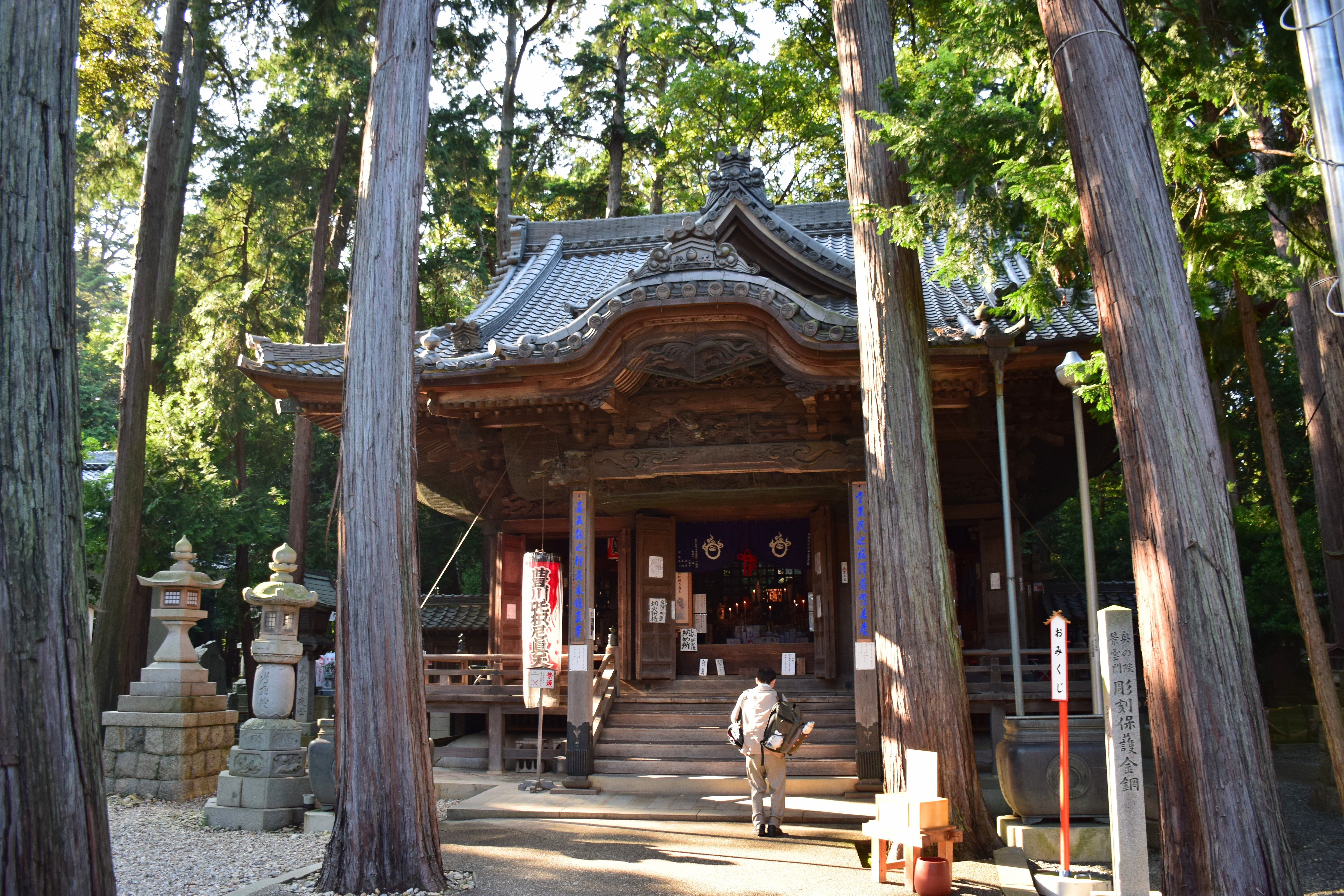
奥の院（かつての稲荷本殿、この堂宇が妙厳寺から分離の危機にあった）

妙厳寺の本尊は十一面千手観音である。新法堂竣工の折りに、従来の十一面千手観音像に被せる形で、新たな十一面千手観音像を安置し、従来の観音像は胎内仏とした。
豊川稲荷の「稲荷」とは、境内の鎮守として祀られる吒枳尼天（だきにてん）のことである。吒枳尼天は、インドの古代民間信仰に由来する仏教の女神であるが、日本では稲荷信仰と習合し、稲荷神と同一視されるに至った。妙厳寺では「吒枳尼真天」（だきにしんてん）と呼称するが、親しみを込めて「尊天様」（そんてんさま）と言われる場合もある。

## 沿革
嘉吉元年（1441年）、曹洞宗法王派（寒巌派）の東海義易によって創建。室町時代末期、今川義元が伽藍を整備した。当時は、豊川（河川名）の近くに広がる円福ヶ丘という高台に伽藍があったが、元禄年間までに現在地に移転した。これに因み、妙厳寺は山号を円福山と称する。現存する諸堂は江戸時代末期から近代の再建である。

### 開山
開祖の東海義易は幼名を岩千代といい、9歳の時に、曹洞宗法王派5世の華蔵義曇の元で仏門に入った。そして、東海地方における法王派の拠点となる普済寺（浜松市）で修行し、その後、諸国の行脚に入った。永享11年（1439年）、荒廃した真言宗寺院・歓喜院（豊橋市）を再建し曹洞宗に改め、その2年後、豊川の円福ヶ丘の地に妙厳寺を建立する。存命中に妙厳寺の跡を次世に譲り、再び歓喜院に隠栖した。

### 稲荷信仰
前述のとおり、豊川稲荷は吒枳尼天を鎮守とする。
縁起によると、鎌倉時代の禅僧・寒巌義尹（妙厳寺では法王派の法祖として尊崇）が入宋し、文永4年（1267年）、日本へ船で帰国の途上、吒枳尼天の加護を受けたのがきっかけとなり、この天を護法神として尊崇するようになったとされる。
その後、寒巌の6代目の法孫にあたる東海義易が妙厳寺を創建するに際し、寒巌自作の吒枳尼天像を山門の鎮守として祀ったといわれる。豊川吒枳尼天の姿は、白狐の背に乗り、稲束をかついで宝珠を持ち、岩の上を飛ぶ天女の形である。
また、俗説であるが、平八狐を祀っているともいわれている。妙厳寺開山の時、平八郎と名乗る翁の姿をした狐がやってきて、寺男として義易によく仕えた。義易が入寂した後は愛用の釜を遺して忽然と姿を消したという。今もこの釜は本殿奥に安置されている。
戦国時代になると、三河領主の今川義元、徳川家康から外護を受け、また、九鬼嘉隆などの武将からも帰依を受けた。海上交通の守護神は四国の金毘羅宮が知られるが、毛利水軍の勢力範囲のため、嘉隆は、家康の領内にあり容易に祈願できる豊川稲荷を信仰したのではないかといわれる。
江戸時代になると、大岡忠相や渡辺崋山からの信仰を受け、立身出世や盗難避けの神として江戸の庶民からも信仰されるようになり、文政11年（1828年）には、大岡邸の一角を借りて江戸参詣所（後の東京別院）が創建された。
江戸時代末期には東海道から豊川稲荷へ参拝するため、現在の愛知県豊橋市と豊川市に石の鳥居が立てられた。
皇族においては有栖川家等も帰依し、明治初年に「豊川閣」の篇額を寄進したことから、豊川閣とも呼ばれるようになる。

### 神仏分離令

豊川吒枳尼真天

1871年（明治4年）、神仏分離令に基づき、妙厳寺にも神仏区別の厳しい取り調べが及ぶが、翌年には稲荷堂をそのまま寺院鎮守として祀ることが認められる。しかし、それまで境内の参道に立ち並んでいた鳥居は撤去され、「豊川稲荷」「豊川大明神」の呼称も使われなくなった。以降は「豊川吒枳尼真天」と号するようになる（ただし、間もなく通称として「豊川稲荷」と呼ぶことは復活する）。
なお、現在地に鳥居が立ったのは戦後であるが、この鳥居は1930年（昭和5年）に敷地内に移転・保管されていた江戸時代末期の東海道にあった鳥居である。
また、江戸時代に全国の寺社に吒枳尼天を勧請していた、愛染寺（伏見稲荷本願所）が廃寺になったことにより、明治以降は豊川稲荷が寺院への吒枳尼天勧請の中心的な役割を担うようになる。
全国の稲荷神社は京都の伏見稲荷を総本社としているが、豊川稲荷は神社ではなく寺院であり、上述したように、信仰対象は「稲荷」と通称されてはいるものの、稲荷神そのものではなく、吒枳尼天である。

### 史料上からの解釈・豊川稲荷という名称の起源
江戸幕府の朱印状には、すべて「三河国宝飯郡豊川村妙厳寺寺領」となっており、豊川稲荷と正式に呼称されていた事実は確認できない。また、明治4年の西大平藩管内三河国豊川村妙厳寺境内豊川明神神仏区別（太政官）において、題名には「妙厳寺」または「豊川明神」と記載されており、本文中に初めて「豊川稲荷」という呼称が登場する。それによると、6、70年以来、土地の名前の由来により、豊川明神または豊川稲荷と呼称、伏見稲荷社の触下にてもない、と説明している。

## 御宝号・真言
- 御宝号：南無豊川吒枳尼真天
- 真言：オン シラバッタ ニリ ウン ソワカ

## 年中行事等

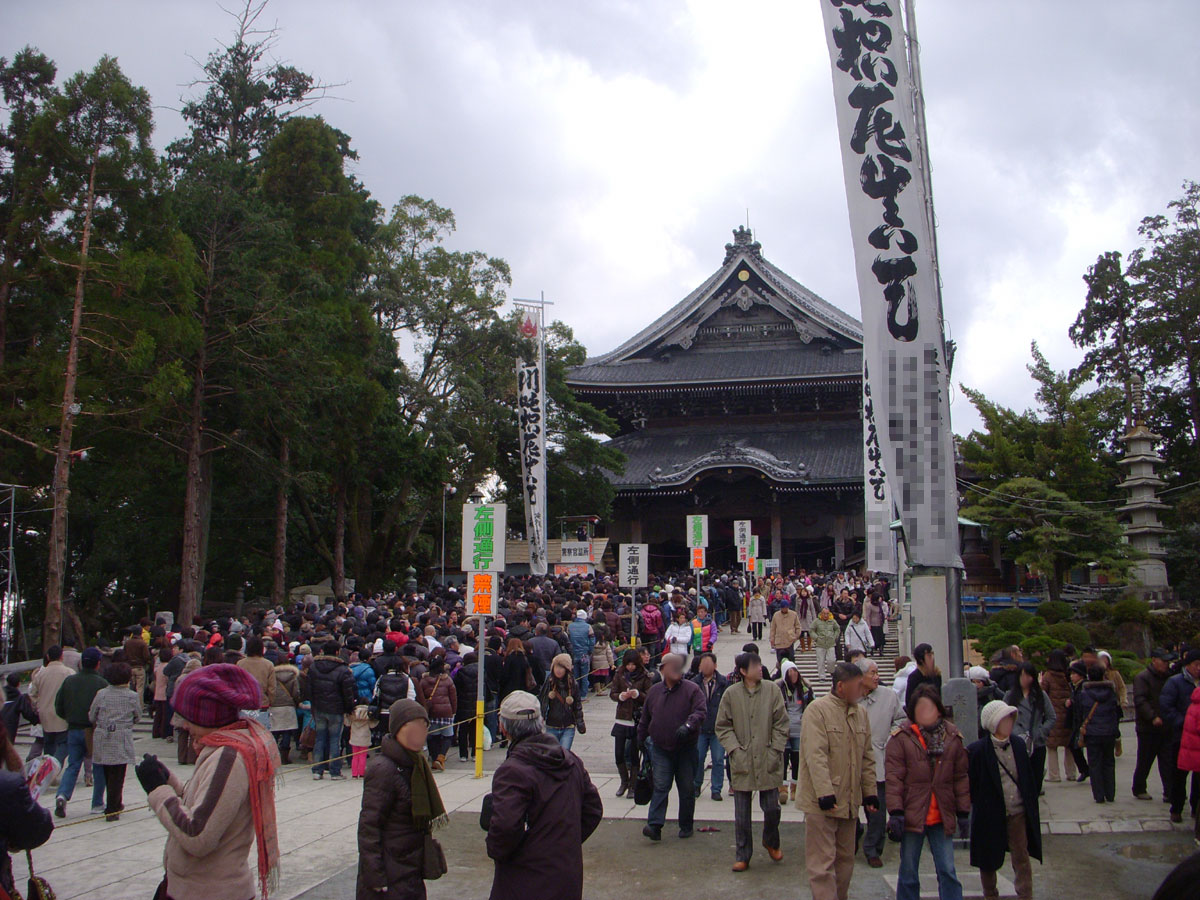
初詣の本殿前の模様。警察などによる交通規制が行われている。（2010年（平成22年）元旦）

### 初詣
正月の初詣期間中は大変な数の参拝客が訪れるため、元旦より1月5日までの9時から17時は豊川稲荷周辺及び門前通りの道路が完全通行止となり、全て歩行者天国となる。
2017年（平成29年）の正月三が日の参拝客は約145万人。

### 節分会追儺式
東京別院と違い、著名人らの参加はないものの、年男による豆まきが行われる。

### 両彼岸会 祠堂懺法法要
春分の日、秋分の日を中日として、それぞれ三日間づつ厳修される彼岸会法要
観音懺法（かんのんせんぼう）という経典が読誦され、檀信徒が多数参列する。

### 開山忌
毎年3月28日と3月29日の両日に行われる、開山東海義易の年忌法要
東三河をはじめ、全国各地から妙厳寺に縁ある曹洞宗寺院の僧侶が多数随喜（参列）する。

### 釈尊降誕灌仏会
4月8日、花見堂がしつらえられ、参詣者は誕生仏に甘茶をかけることが出来る。

### 大般若講式
4月25日の早朝に本殿で厳修される、東京別院の篤信者（大般若講員）だけの特別な御祈祷
通常の御祈祷に加え、大般若講式という経典が読誦される。

### 稚児行列と御輿渡御
年に2回、春季大祭（5月4日から5月5日）と秋季大祭（11月第三土日）に稚児行列が行われる。衣装は一般的だが、化粧は歌舞伎舞踊に近い厚化粧となり、巫女を思わせる熨斗飾りを付ける。
その行列の後方には絢爛豪華な御輿が練り歩く。御輿の重さは約600kgある。
秋季大祭では境内に巨大な大提灯が飾られ、夜間に点灯式も行われる。この際に灯される和蝋燭の重量は50kgあり、灯すと幻想的な幽玄美である。

### 夏季仏教講座
毎年7月23日に、名だたる仏教学者や評論家、大学教授らを講師に招聘して開かれる仏教講座
錚々たる方々のお話を伺える貴重な機会である。
予約なしで誰でも無料で聴講出来る。

### 縁日
月例祭。毎月22日。（妙厳寺開山の、旧暦11月22日に由来する）

### み魂まつり、山門施食
盆踊り。毎年8月7日から8月8日にかけて行われる。主に豊川空襲での犠牲者の霊を慰める催し。7日には妙厳寺の山門施食会も同時に行われる。

### 仏舎利供養会
釈尊が悟りを開いた12月8日の成道日を中日として、5日間厳修される法要
妙厳寺所蔵の秘仏である仏舎利が祀られ、歎仏（たんぶつ）という経典が読誦される。
こちらも大勢の檀信徒が参列する。

## 境内

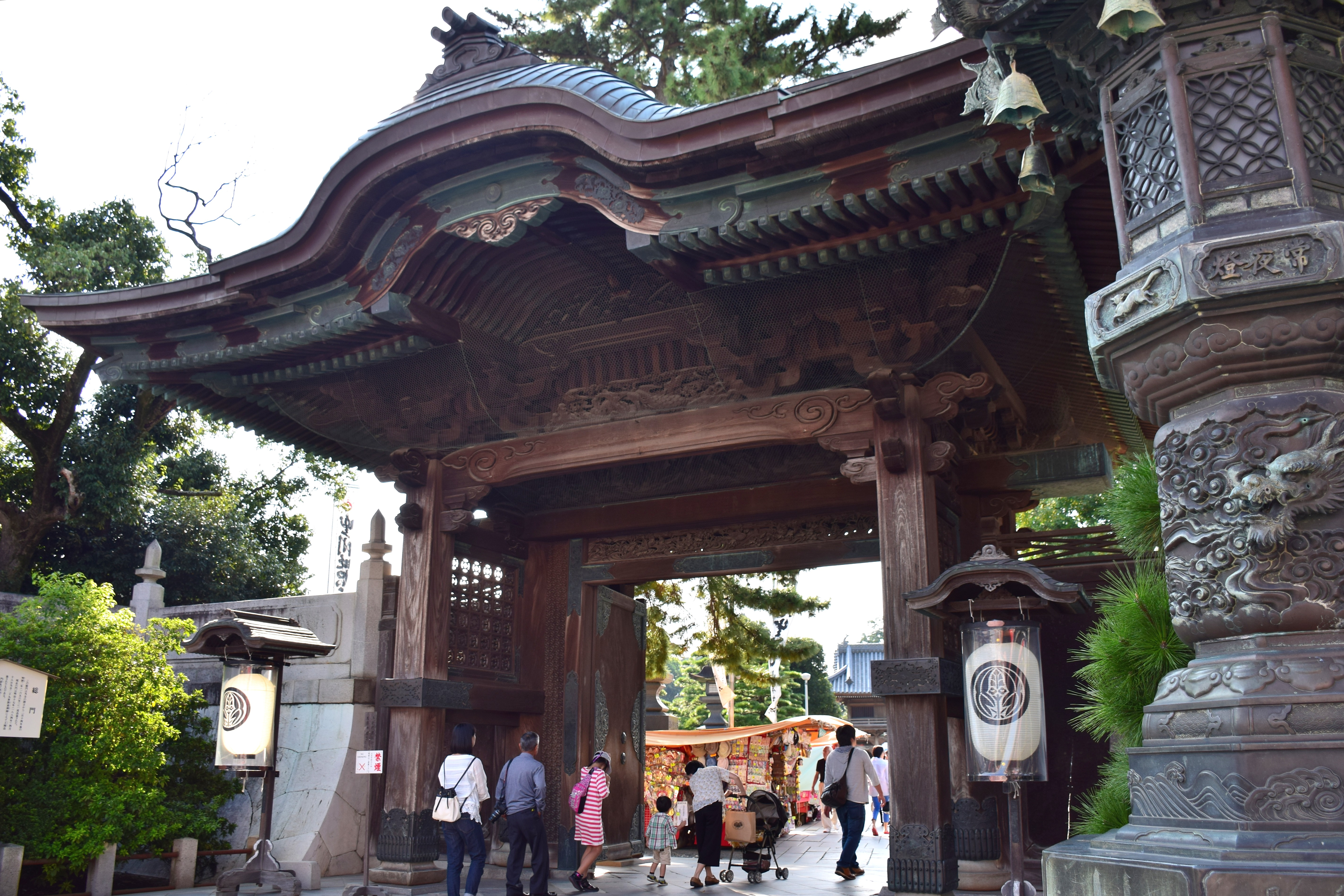
総門

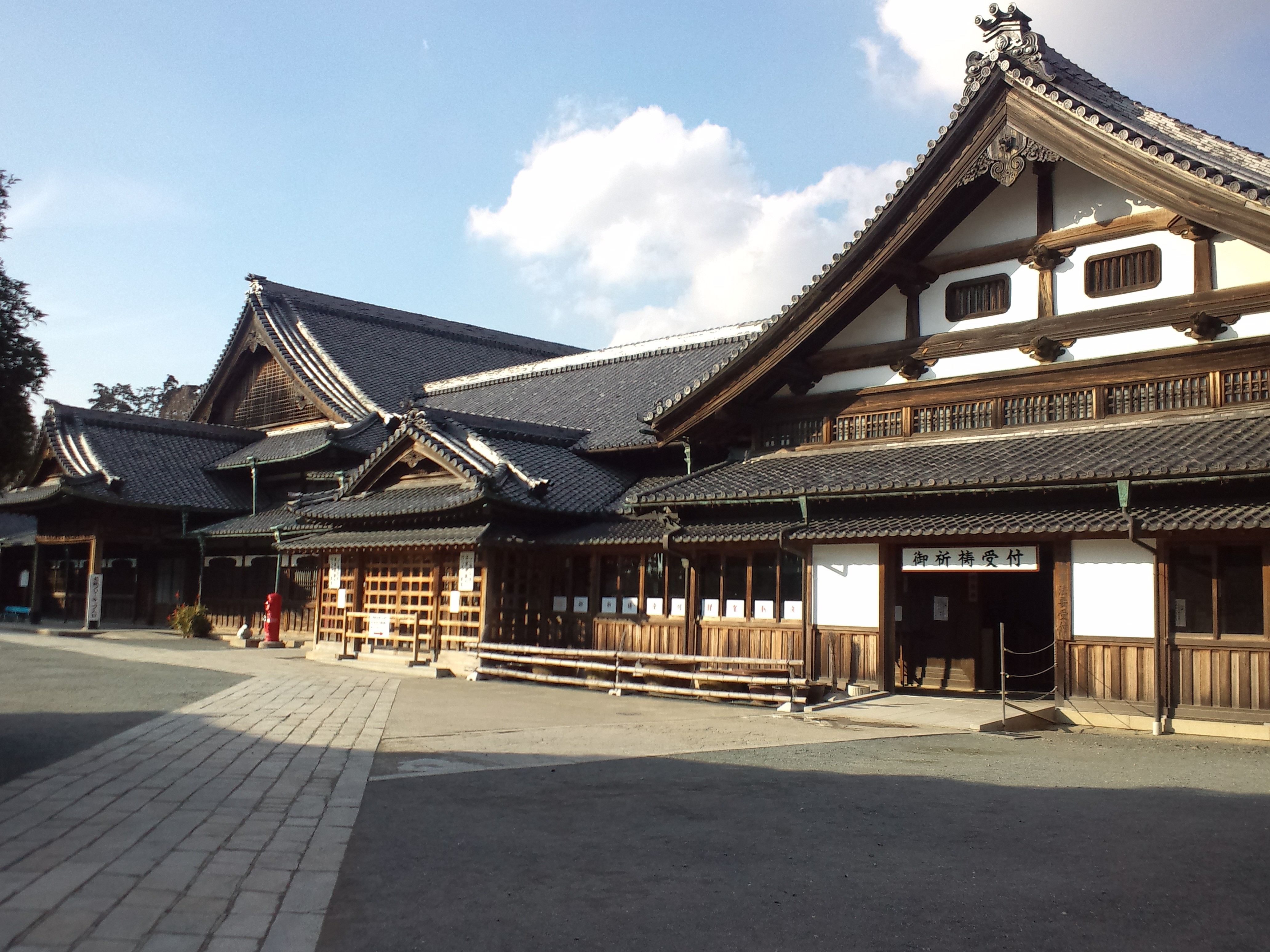
最祥殿（書院）

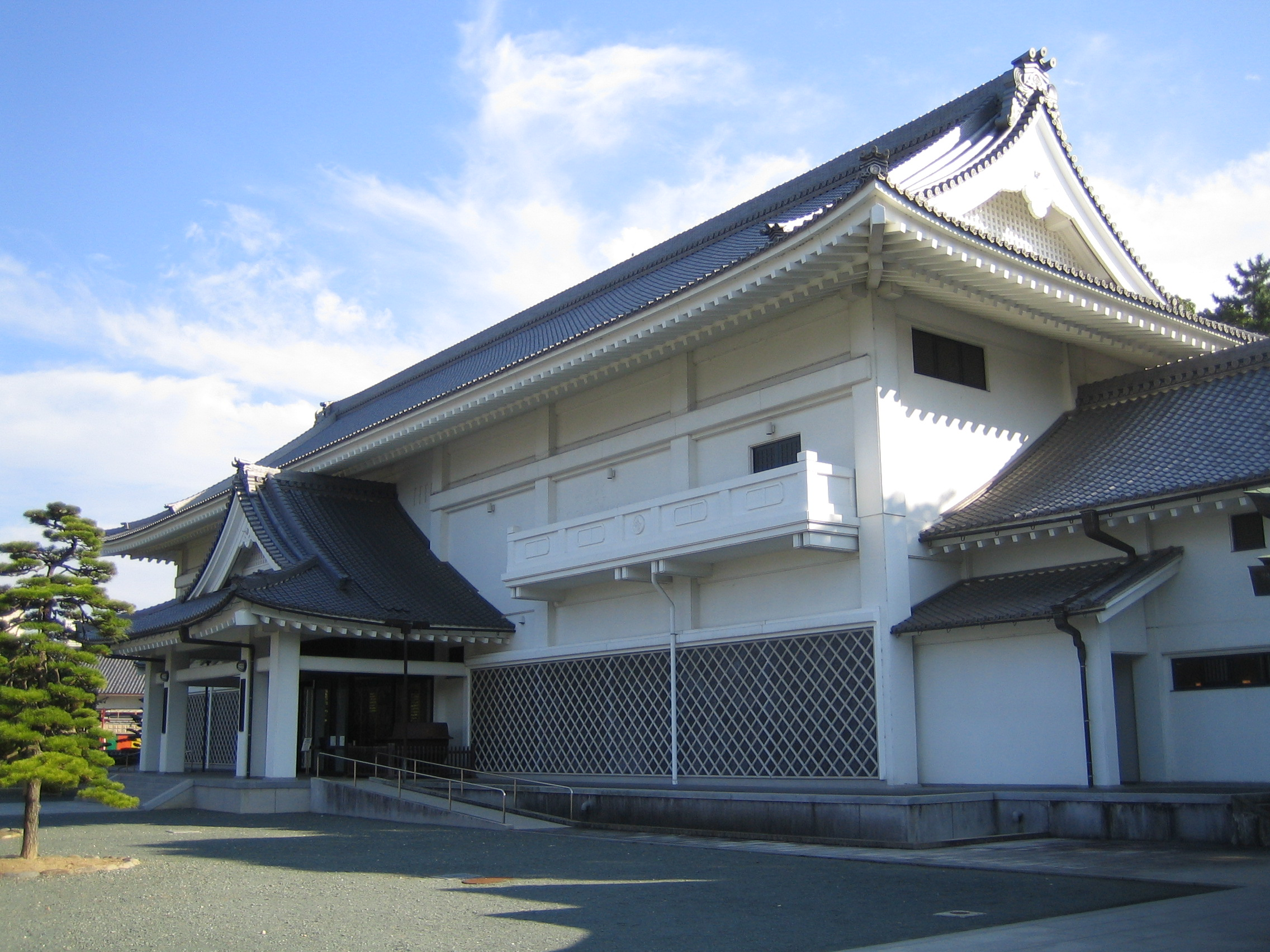
寺宝館

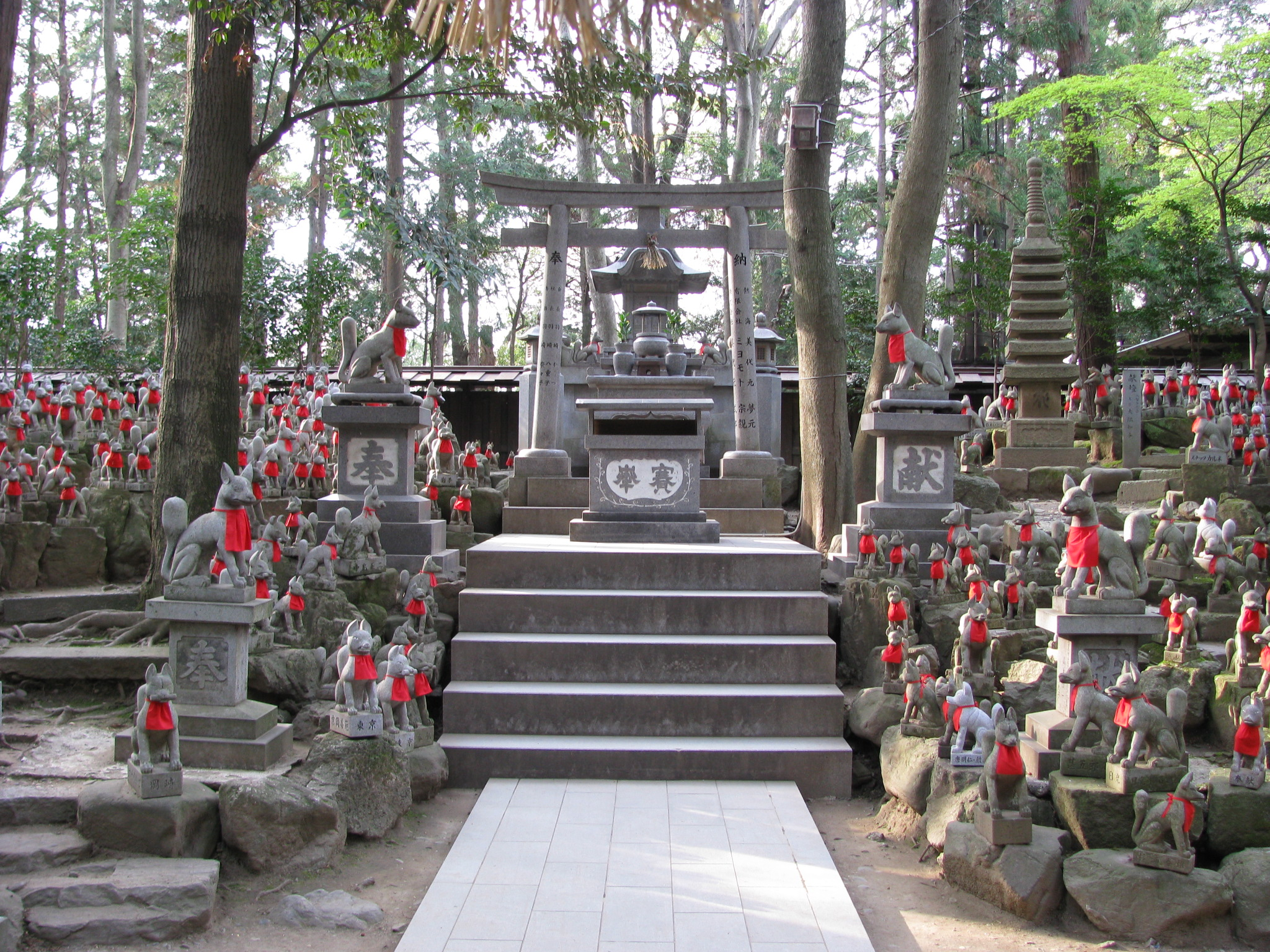
霊狐塚

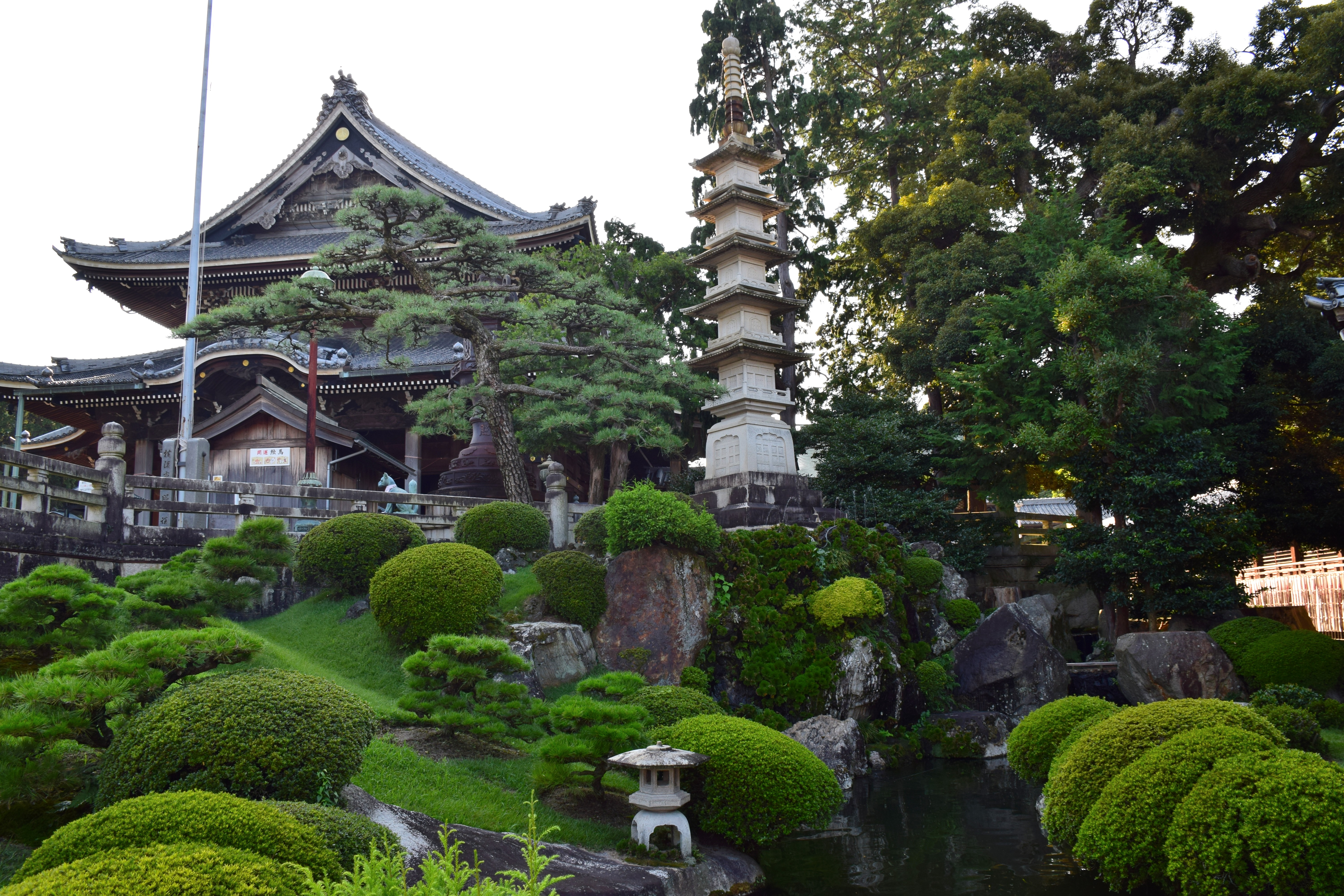
妙厳寺庭園と本殿

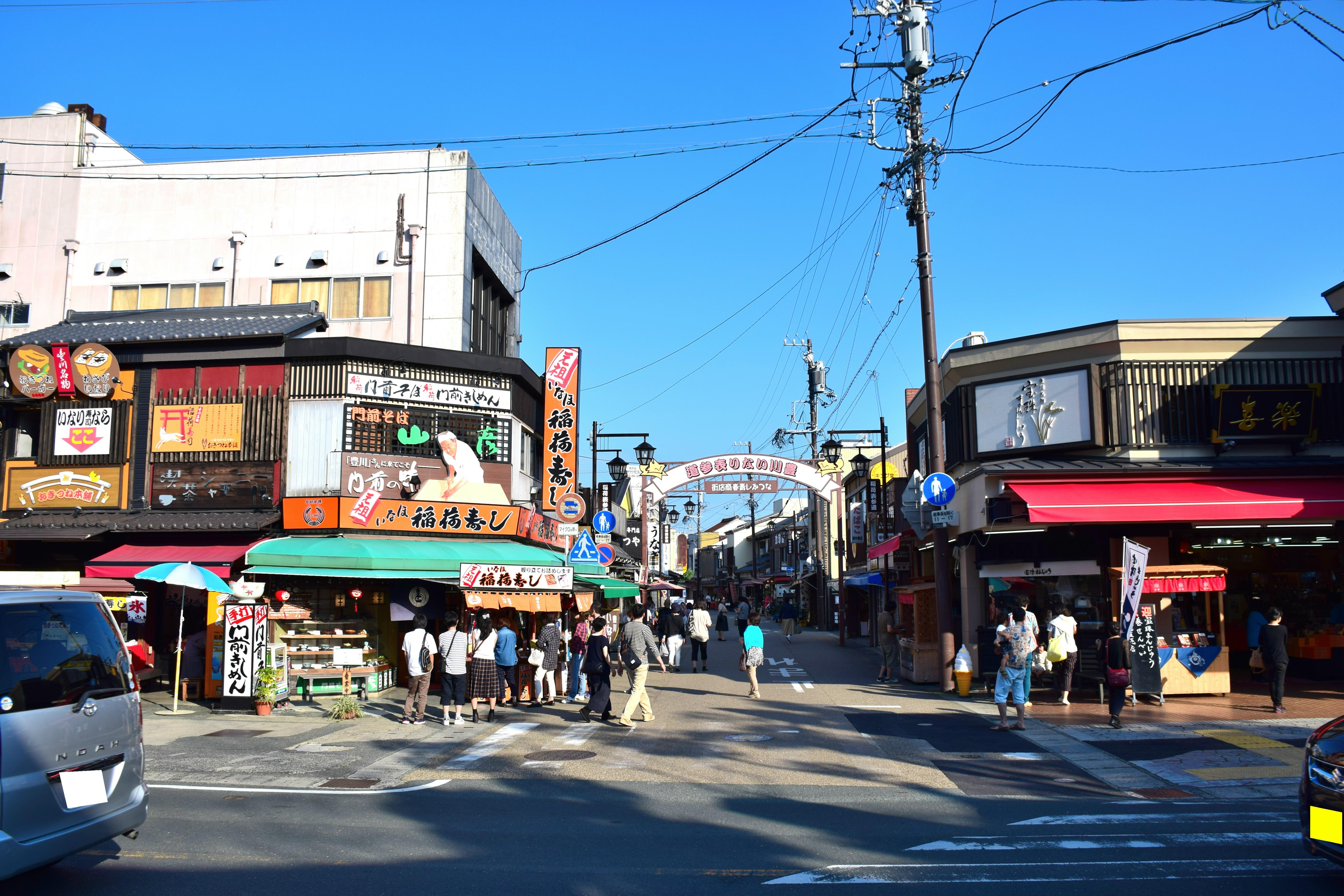
豊川稲荷表参道

### 建築物
- 総門 - 入母屋造、唐破風付きの四脚門。1884年（明治17年）建立。扉は厚さ15cmの欅の一枚板で作られており、如鱗木（じょりんもく）という無類のものである。この扉を作る際に余った部分も、書院内に保存されている。
- 山門 - 入母屋造楼門。天文5年（1536年）、今川義元により寄進される。
- 法堂 - 「本堂」とも。妙厳寺本尊の十一面千手観音像を安置。天保年間（1830 - 1843年）に再建されたが、老朽化のため2016年（平成28年）に取り壊され、かつて宝雲殿のあった場所に、新しい法堂が2024年（令和6年）に竣工した。
- 本殿 - 当寺の信仰の中心になっている吒枳尼天を祀る。境内左手奥、鳥居をくぐった先にある。入母屋造重層屋根、妻入の大規模な堂宇。近在の牛久保村の宮大工、井桁屋（現在の花田工務店）による施工で1908年（明治41年）に着工し、20年以上をかけて1930年（昭和5年）に竣工した。2022年、周辺に高層マンションが出来たことに伴い、棟瓦上の避雷針が撤去された。
- 瑞祥殿 - 信者の接待用の鉄骨造り二階建ての建物で、1階には休憩室、2階には研修道場や252畳の広間がある[9]。2016年（平成28年）11月15日旧法堂跡地に建立。 山門を入った正面に位置する。
- 最祥殿 - 「書院」とも。信者の接待用の建物で、内部には400畳の広間がある。1929年（昭和4年）建立。
- 寺宝館 - 寺所蔵の文化財を保存。特に狩野派の絵画が多く収蔵されており、鑑定に訪れた中村渓男によれば、「これほどの狩野派のコレクションは他にない」とのこと。

※ 境内には他に鎮守堂、鐘楼堂、万燈堂、三重塔（小規模）、弘法堂、大黒堂、奥の院、景雲門、豊楽殿、蒼穹台（住職謁見の間）などの諸堂の他、瑞祥殿と本殿とを繋ぐ、長さ百間ほどの通天廊がある。

### その他
- 霊狐塚（れいこづか） - 1,000体以上の狐の石像が安置されている。
- 慰霊碑 - 海軍工廠の空爆で亡くなった人々を慰霊。
- 千本のぼり（千本旗） - 参道に並ぶ参拝者の願い事が書かれた1,000本の幟。
- 稲荷公園 - 境内の一部を開放して整備。
- 妙厳寺庭園
- 豊川高等学校 - 豊川稲荷が運営母体となっている。現在は近郊に移転。跡地を駐車場とした。

## 文化財

### 重要文化財（国指定）
- 木造地蔵菩薩立像 2躯[10] - 鎌倉時代の作。高さ共に77cm。桧材、寄木造、彩色。

## 諏訪立川流立川和四郎の彫刻について
豊川稲荷は立川流立川和四郎の彫刻の宝庫であり、彫刻のほとんどは、二代和四郎富昌と弟子の宮坂常蔵の作によるものである。
特に本殿に鎮座する吒枳尼真天の祀られている宮殿は、立川和四郎の彫刻としては珍しく、現在では煤けて見えなくなっているものの、かつては極彩色であったとみられ、立川流研究者により復元されたものが寺宝館に展示されている。
その他、総門、鎮守堂内の宮殿、かつて奥の院拝殿であった景雲門、旧本殿を移築した奥の院、旧法堂の欄間など、文化財指定こそされていないものの、多数立川流の彫刻を見ることが出来る。旧法堂の欄間は、現法堂の欄間にそのまま嵌め込まれた。

## 交通アクセス
- JR飯田線 豊川駅から徒歩で5分。
- 名鉄豊川線 豊川稲荷駅から徒歩で約5分。
- 名鉄豊川線 稲荷口駅から徒歩で約10分。
- 東名高速道路 豊川ICから国道151号を利用。

## 豊川稲荷別院
- 東京別院 - 東京都港区元赤坂1-4-7、唯一の直轄別院、大岡越前守の勧請。
- 大阪別院 - 大阪府大阪市天王寺区堂ヶ芝1-5-19、観音寺。
- 横須賀別院 - 神奈川県横須賀市大滝町2-27、徳寿院。
- 札幌別院 - 北海道札幌市中央区南7条西4丁目1-1、玉宝寺。
- 福岡別院 - 福岡県春日市春日原北町一丁目、東慶院。